# Saunder (cráter)

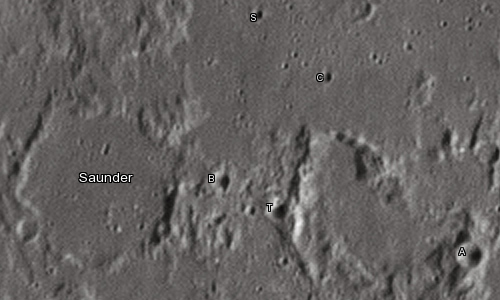
Entorno de Saunder

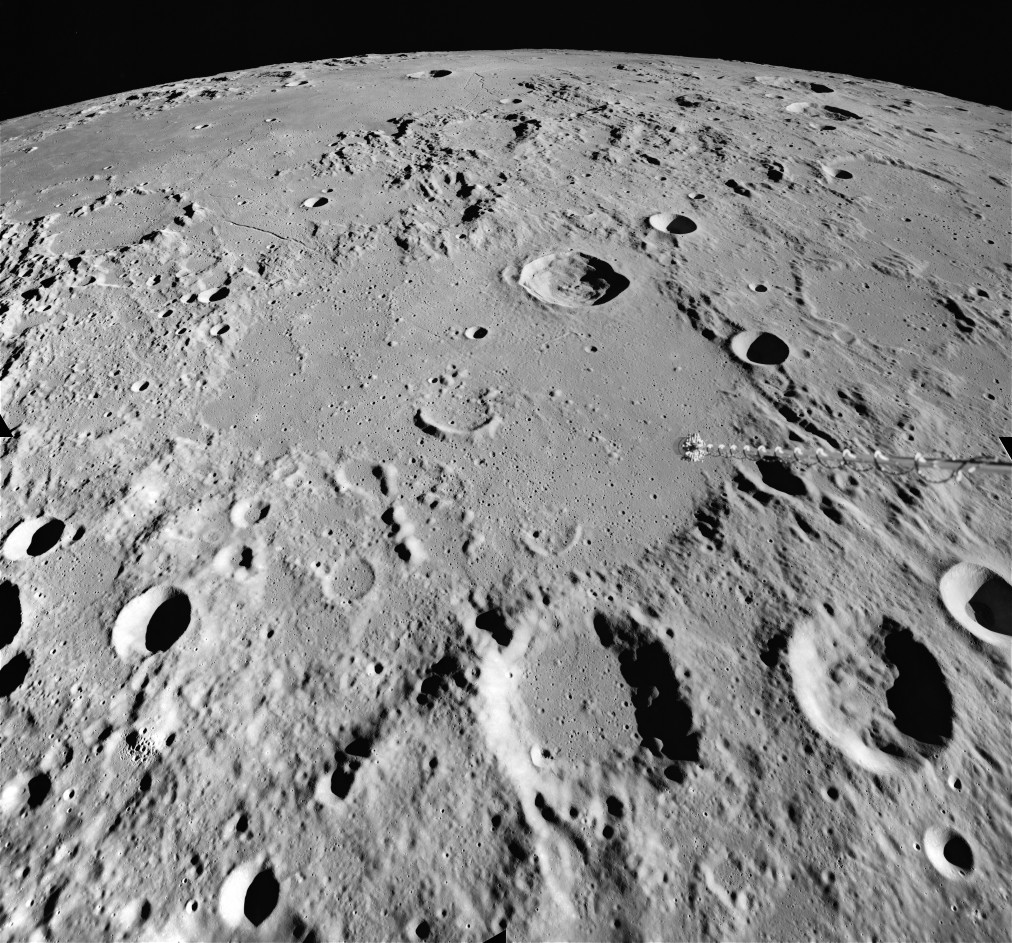
Hipparchus, con Saunder a su derecha

Saunder es un cráter de impacto localizado en la región central montañosa de la Luna, al este-noreste de la llanura amurallada del cráter Hipparchus.
|  |

La pared externa es irregular y aparece interrumpida en varios lugares, adoptando un contorno que recuerda la forma general de un pentágono. El interior de Saunder ha sido inundado por la lava, formando una superficie nivelada justo por debajo de la cota de su borde. El suelo carece de un pico central, pero presenta algunas pequeñas elevaciones en el cuadrante sureste y un pequeño cratercillo hacia el borde norte. En el centro de su sector sureste presenta una curiosa agrupación de cuatro pequeños cráteres, cuya disposición recuerda la forma de la huella de un perro.

## Cráteres satélite
Por convención estos elementos son identificados en los mapas lunares poniendo la letra en el lado del punto medio del cráter que está más cercano a Saunder.
|         | \| Saunder \| Coordenadas \| Diámetro \| \| ------- \| --------------------------- \| -------- \| \| A \| 4°00′S 12°18′E / -4.0, 12.3 \| 8 km \| \| B \| 3°54′S 9°48′E / -3.9, 9.8 \| 6 km \| \| C \| 2°42′S 10°30′E / -2.7, 10.5 \| 4 km \| \| S \| 2°18′S 9°42′E / -2.3, 9.7 \| 4 km \| \| T \| 4°00′S 10°24′E / -4.0, 10.4 \| 6 km \| |          |
| Saunder | Coordenadas | Diámetro |
| A       | 4°00′S 12°18′E / -4.0, 12.3 | 8 km     |
| B       | 3°54′S 9°48′E / -3.9, 9.8 | 6 km     |
| C       | 2°42′S 10°30′E / -2.7, 10.5 | 4 km     |
| S       | 2°18′S 9°42′E / -2.3, 9.7 | 4 km     |
| T       | 4°00′S 10°24′E / -4.0, 10.4 | 6 km     |